# COTS-2
 (janvier 2025).
Si vous disposez d'ouvrages ou d'articles de référence ou si vous connaissez des sites web de qualité traitant du thème abordé ici, merci de compléter l'article en donnant les références utiles à sa vérifiabilité et en les liant à la section « Notes et références ».
La mission COTS Démo Vol-2 est le deuxième vol d'essai pour SpaceX avec la capsule Dragon sans équipage. La fusée Falcon 9 portant le vaisseau Dragon a été lancée avec succès de Cap Canaveral le 22 mai 2012. Il est le premier véhicule américain à visiter la Station spatiale internationale (ISS) depuis la fin du programme des navettes spatiales américaines, et le premier vaisseau spatial commercial à effectuer un rendez-vous et un amarrage à la Station spatiale internationale.
Le vol est sous contrat avec la NASA dans le cadre du programme Commercial Orbital Transportation Services (COTS). Le but du programme COTS est de confier à des acteurs privés le transport d'une partie du fret et des équipages jusqu'à la station spatiale internationale.

## Histoire
La NASA et SpaceX ont signé un contrat pour les services de fret de ravitaillement, le 18 août 2006. L'accord a appelé à trois vols-test, dans le cadre du programme de phase de démonstration COTS.
La première mission COTS, COTS Démo Vol 1, a été achevée avec succès le 8 décembre 2010, lorsque la capsule Dragon a été récupérée avec succès dans l'océan Pacifique après une mise sur orbite, ce qui en fait le premier vaisseau spatial commercial construit et exploité.
En raison du succès de la mission, SpaceX a fait pression à la NASA pour combiner COTS-2 et COTS-3. Le 15 juillet 2011, la NASA a provisoirement approuvé la combinaison des deux missions COTS pour accélérer le programme.
Le 9 décembre, la NASA a officiellement approuvé la fusion des missions COTS 2 et 3, rebaptisée COTS-2+. Il devrait être le premier véhicule américain à visiter la Station spatiale internationale depuis la fin du programme de la navette spatiale, ainsi que le premier vaisseau spatial commercial à effectuer un rendez-vous et s’amarrer à un autre engin spatial.
Le lanceur Falcon 9 est arrivé à Cap Canaveral, sur les installations de SpaceX en Floride, au complexe de lancement 40 (LC-40) en juillet 2011.
À la suite de plusieurs révisions du lanceur, la date de lancement a été reportée de multiples fois.
Finalement, la 1re tentative de lancement, est fixée le 19 mai. Cependant, le décompte a été interrompu à T-04 s en  raison d'un problème de pression dans l'un des moteurs Merlin de Falcon 9. La fenêtre de lancement étant presque instantanée, pour raison d'économie de carburant, la nouvelle date retenue est celle du 22 mai 2012.

## Galerie
- Vidéo du lancement

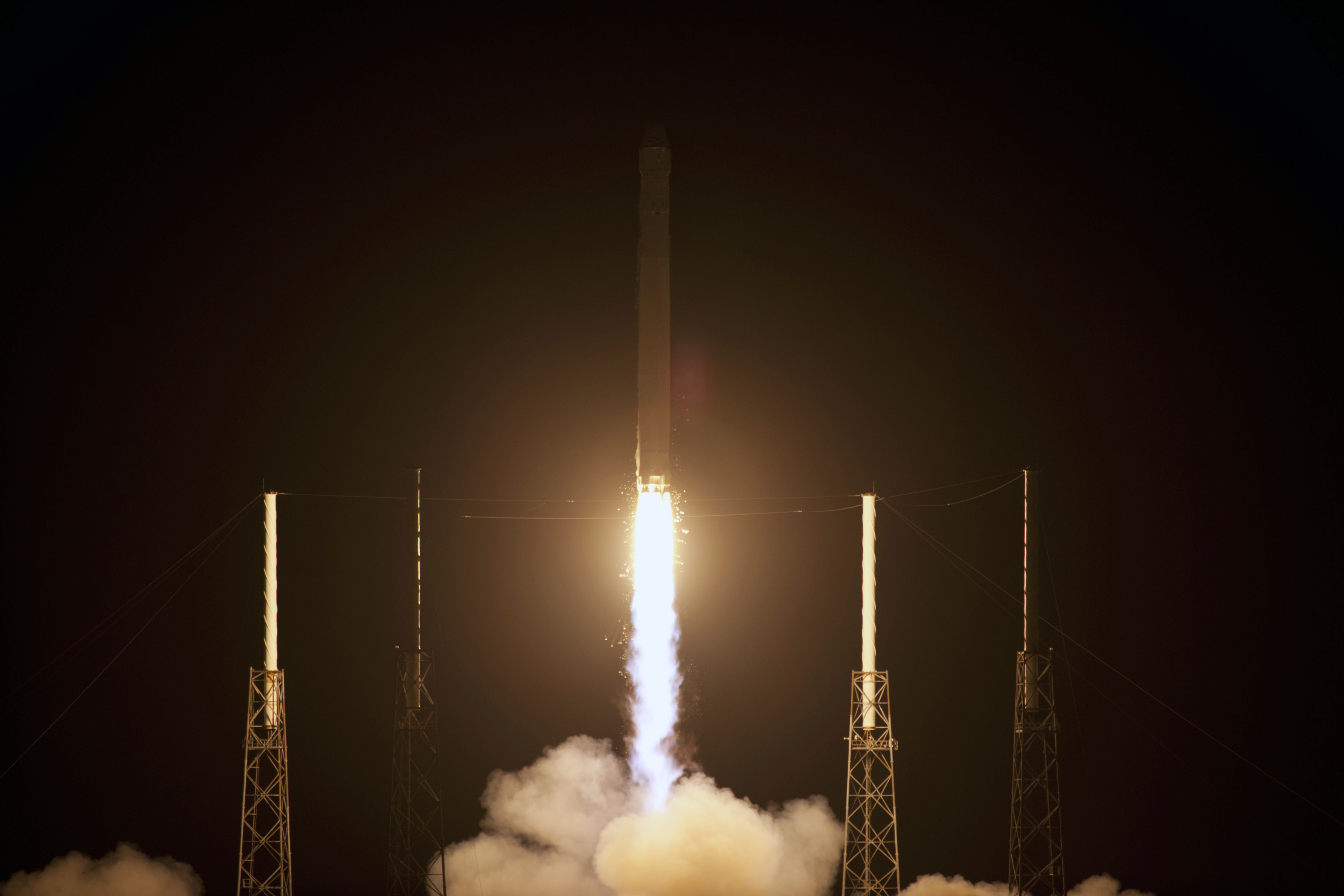
Décollage de Falcon 9
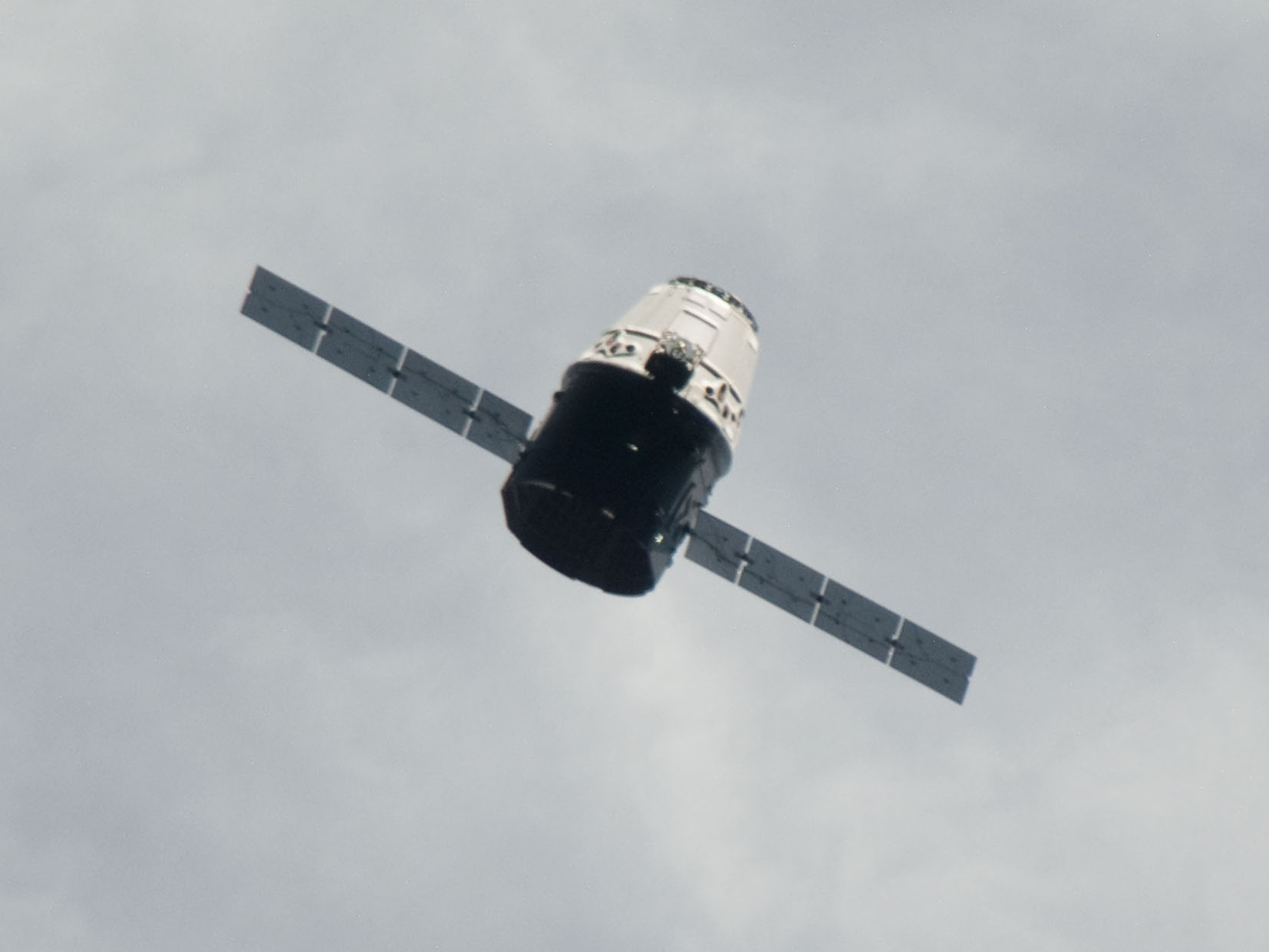
Dragon à 2,5 km de l'ISS